# Joran Vliegen
Joran Vliegen (født 7. juli 1993 i Maaseik, Belgien) er en professionel tennisspiller fra Belgien.